# Coelioxys minuta
Coelioxys minuta är en biart som beskrevs av Smith 1879. Coelioxys minuta ingår i släktet kägelbin, och familjen buksamlarbin. Inga underarter finns listade i Catalogue of Life.